# Leiperia
Leiperia is een geslacht van kreeftachtigen uit de klasse van de Ichthyostraca.

## Soorten
- Leiperia australiensis Riley & Huchzermeyer, 1996
- Leiperia cincinnalis (Sambon, in Vaney & Sambon, 1910)
- Leiperia gracilis (Diesing, 1836)